# Gustave Barratte
Jean François Gustave Barratte (1857-1920) va ser un explorador i botànic francès, que va realitzar expedicions botàniques a Tunísia.

## Algunes publicacions

### Llibres
- ernest Durand, gustave Barratte. 1910. Floræ Libycæ Prodromus: ou catalogue raisonné des plantes de Tripolitaine. Ed. Impr. Romet, Froreisen Successeur. 330 pp.

## Honors

### Epònims
- (Boraginaceae) Echium barrattei Coincy[2]
- (Caryophyllaceae) Silene barrattei Murb.[3]